# 배트맨 닌자 대 야쿠자 리그
《배트맨 닌자 대 야쿠자 리그》(ニンジャバットマン対ヤクザリーグ)는 2025년에 공개된 일본 영화이다. 배트맨 닌자의 후속 애니메이션 영화이다. 일본 시각 3월 21일 각 플랫폼에 공개되었다.

## 출연진

### 주연
- 야마데라 코이치 - 배트맨 역
- 카지 유키 - 로빈 역
- 카와니시 켄고 - 레드 로빈 역
- 오노 다이스케 - 나이트윙 역
- 이시다 아키라 - 레드 후드 역

### 조연
- 사쿠라 아야네 - 그린 랜턴 역
- 오오츠카 아키오 - 아쿠아맨 역
- 히야마 노부유키 - 플래시 역
- 박로미 - 원더 우먼 역
- 쿠기미야 리에 - 할리 퀸 역
- 타카기 와타루 - 조커 역
- 오오츠카 호츄 - 알프레드 페니워스 역
- 테라소마 마사키 - 제임스 고든 역
- 야마지 카즈히로 - 라스 알 굴 역
- 카미카와 타카야 - 보스 역

## 참고 사항
- 영어판 성우진은 전작과 달리 Sentai Filmworks[1]에서 담당했다.